# 日本派
「日本派」とは、新聞「日本」で活躍した俳人たちのことである。
正岡子規は1892年（明治25年）に陸羯南が主宰する新聞「日本」の社員となったが、同年「獺祭書屋俳話」を連載し、翌1893年には新聞文苑欄募集俳句の掲載を行った。その「日本」で活躍した俳人たちが「日本派」と呼ばれた。高浜虚子・河東碧梧桐・内藤鳴雪・五百木飄亭らであった。
日本派に対して、秋声会、旧派と呼ばれる「派」もあった。